# Governador de Macau
O título Governador de Macau, criada em 1623, era dado a um oficial do Império Português para a protecção e gestão executiva do território colonial de Macau. Era nomeado pelo Chefe de Estado de Portugal. O posto foi substituído pelo cargo de "Chefe do Executivo de Macau" a 20 de Dezembro de 1999, logo após a transferência de soberania (e da administração) de Macau para a República Popular da China.

## Antecedentes
Antes da criação deste título, Macau era administrada e governada directamente pelo "Leal Senado", a primeira câmara municipal de Macau e o símbolo da autoridade local da Cidade. Mas, após a chegada do Governador (1623), o Leal Senado continuava a ter um papel fundamental na administração de Macau. Naquela altura, ele era o comandante das forças militares portuguesas e das estruturas defensivas de Macau, tendo somente a função de proteger esta longínqua colónia. O poder local, residido no Leal Senado, continuou a manter uma grande autonomia relativamente ao poder central metropolitano de Lisboa, representado em Macau pelo Governador. 
Em 1783, através das providências reais, os poderes do Governador foram ampliados, conferindo a este uma importante posição nos assuntos político-administrativos da Cidade. Estas providências ditaram que o Governador, com os poderes já ampliados e fortificados, tinha que intervir em todos os assuntos relacionados com a administração e governo de Macau. Elas concederam também ao Governador o direito de veto sobre as decisões do Leal Senado. Estas providências reais fizeram com que o poder do Governador e do Senado se chegassem a um equilíbrio.
Em 1834, também por decreto real, o Leal Senado, a poderosa e influente câmara municipal de Macau, passou a exercer as funções de uma mera câmara municipal do Império Português e passou a estar subordinado ao Governador, tratando somente de assuntos municipais. Este decreto veio a ampliar mais as funções do Governador e a fortalecer a sua posição em Macau. 
No dia 20 de Setembro de 1844, a Rainha D. Maria II promulgou um Decreto real que visava fortalecer e reforçar a soberania portuguesa em Macau, para que esta colónia não caísse nas mãos de outras potências europeias imperialistas que começaram a infiltrar no Império Chinês, desequilibrando a situação outrora estável da região. Este decreto reafirmava mais uma vez que o Governador era o principal órgão político-administrativo da Cidade e não o Leal Senado. Com o abalo definitivo do poder dos mandarins sobre Macau (funcionários chineses enviados pelas autoridades chinesas de Cantão) e a abolição da alfândega chinesa ("Ho-pu") no ano de 1849, o Governador, livre da influência chinesa, passou a ser a autoridade máxima de Macau.

## Funções

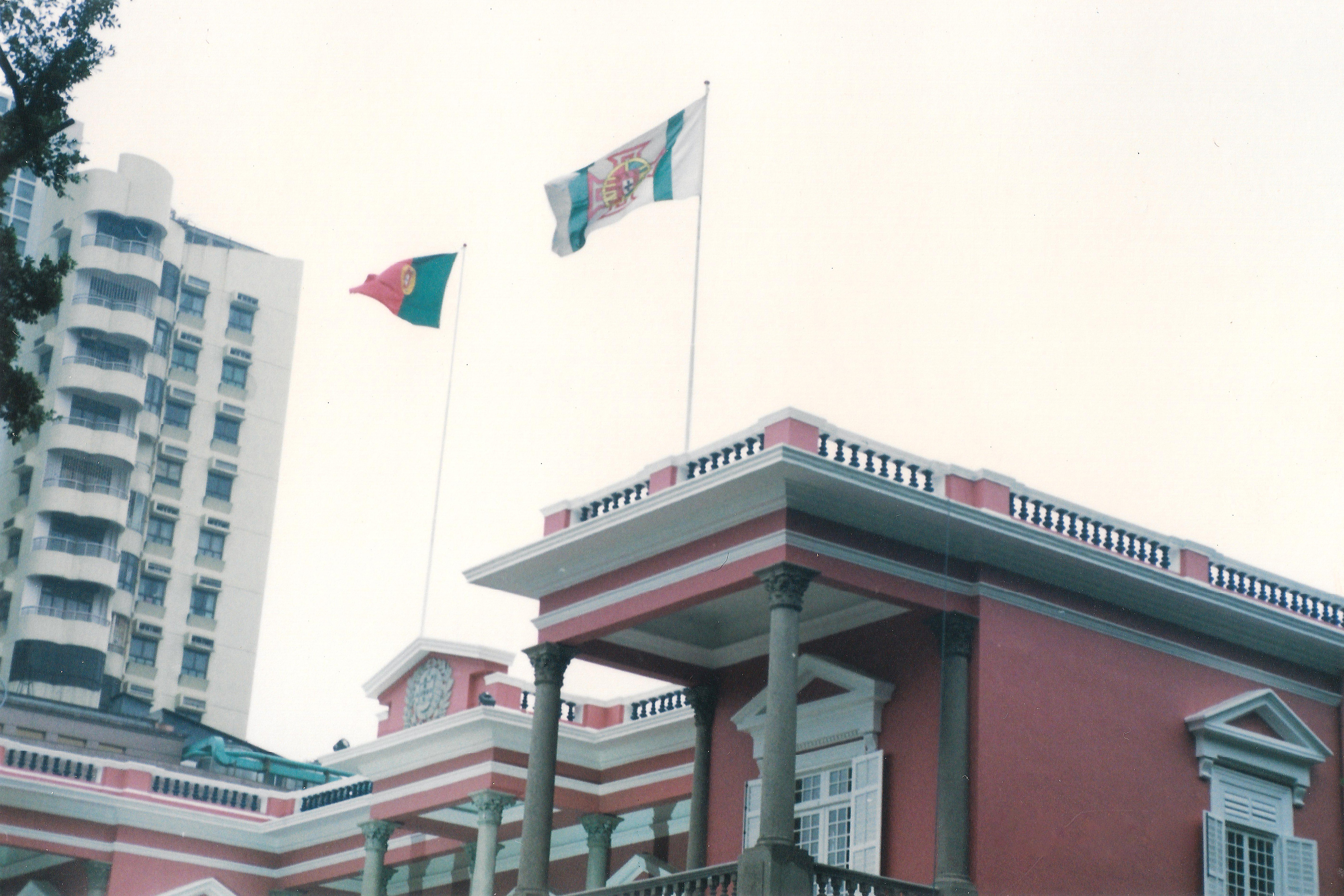
Bandeira do Governador hasteada no Palácio da Praia Grande nos últimos instantes da soberania portuguesa em Macau.

Até 20 de Dezembro de 1999, o Governador era o representante exclusivo dos interesses de Macau e, em nome de Portugal, governava a Cidade, desempenhando o cargo de Chefe do Governo deste território. Desde o ano de 1976, ele necessitava de responder às questões levantadas pela Assembleia Legislativa de Macau, o órgão legislativo da Cidade até agora, sobre as suas acções. Tinha funções muito semelhantes aos do actual Chefe do Executivo da RAEM.
As principais funções do Governador de Macau, previstas no Estatuto Orgânico de Macau, são:
- representar os órgãos de soberania da República Portuguesa, com excepção dos tribunais;
- tratar, em nome do Governo de Macau, dos assuntos externos e de outros assuntos quando autorizado por Portugal;
- representar o Território de Macau nas relações internas;
- conduzir a política geral do Território;
- assinar, promulgar, mandar publicar e regulamentar a execução de leis, decretos-leis e demais diplomas vigentes no Território;
- supervisionar, superintender e manter o bom funcionamento da administração pública;
- promover a apreciação pelo Tribunal Constitucional da inconstitucionalidade e da ilegalidade de quaisquer normas dimanadas da Assembleia Legislativa de Macau;
- definir a política de segurança interna do Território, assegurar a sua execução e estabelecer a organização, o funcionamento e a disciplina das entidades responsáveis pela mesma;
- adoptar, ouvido o Conselho Consultivo, em caso de ameaça ou perturbação graves da ordem pública em qualquer parte do território de Macau, as providências necessárias e adequadas ao seu pronto restabelecimento, as quais, quando haja necessidade de restringir ou suspender temporariamente o exercício de direitos, liberdades e garantias constitucionais, devem ser precedidas de consulta à Assembleia Legislativa e comunicadas, logo que possível, ao Presidente da República;
- garantir a liberdade, a plenitude do exercício de funções e a independência das autoridades judiciais;
- administrar as finanças do Território;
- definir as estruturas e disciplinar o funcionamento dos mercados monetário e financeiro;
- recusar a entrada a nacionais ou estrangeiros por motivos de interesse público ou ordenar a respectiva expulsão, de acordo com as leis, quando da sua presença resultarem graves inconvenientes de ordem interna ou internacional, salvo o direito de recurso para o Presidente da República;
- conceder, nos termos da lei, medalhas e títulos honoríficos instituídos pelo Governo;
- indultar pessoas condenadas ou comutar as suas penas, nos termos da lei;
- atender petições e queixas.